# عقديات
نظام عقديات هو طريقة تسمح بتنقية البروتينات واكتشافها عن طريق كروماتوجرافيا التقارب. عقديات 2 عبارة عن ببتيد صناعي يتكون من ثمانية أحماض أمينية ( Trp - Ser - His - Pro - Gln - Phe -Glu - Lys). يُظهر تسلسل الببتيد هذا تقاربًا جوهريًا تجاه ستريب تاكتين، وهو ستربتافيدين مصمم خصيصًا، ويمكن دمج N- أو C- نهائيًا مع البروتينات المؤتلفة. من خلال استغلال التفاعل المحدد للغاية، يمكن عزل البروتينات ذات العلامات العنقودية في خطوة واحدة من محلولات الخلايا الخام. نظرًا لأن العقديات تزيل في ظروف فسيولوجية لطيفة، فهي مناسبة بشكل خاص لتوليد البروتينات الوظيفية.

## تطوير والكيمياء الحيوية للعلامة عقديات
الستربتافيدين هو بروتين رباعي النواة يعبرعنه في ستربتوميسيس أفيدينيا. بسبب تقارب ستربتافيدين العالي لفيتامين إتش (البيوتين)، يستخدم ستربتافيدين بشكل شائع في مجالات البيولوجيا الجزيئية والتكنولوجيا الحيوية. أختير علامة بكتيريا في الأصل من مكتبة وراثية لربطها على وجه التحديد بنسخة "أساسية" مبتورة بروتينيًا من الستربتافيدين. على مر السنين، حسنت علامة بكتيريا بشكل منهجي، للسماح بمرونة أكبر في إختيار موقع المرفقات. علاوة على ذلك، أيضًا حُسن شريك التفاعل، ستربتافيدين، لزيادة قدرة ربط الببتيد، مما أدى إلى تطوير ستريب تاكتين. تقارب ربط العقديات بـستريب تاكتين أعلى بحوالي 100 مرة من العقديات إلى ستربتافيدين. أثبت ما يسمى بنظام العقديات، الذي يتكون من العقديات و ستريب تاكتين، أنه مفيد بشكل خاص للعزل الوظيفي وتحليل مجمعات البروتين في أبحاث البروتينات.

## مبدأ العقديات
تمامًا مثل علامات التقارب القصيرة الأخرى (علامة هيس،علامة فلاج)، يمكن دمج العقديات بسهولة في البروتينات المؤتلفة أثناء الإستنساخ الفرعي لـسي دي أن أي أو الجين. لتعبيرها، تتوفر نواقل مختلفة للعديد من الكائنات المضيفة (إشريكية قولونية، الخميرة، الحشرات، وخلايا الثدييات). فائدة خاصة لعلامة بكتيريا هي حجمها الصغير نوعًا ما وحقيقة أنها خاملة تقريبًا من الناحية الكيميائية الحيوية. لذلك، لا يتأثر إفراز أو طي البروتين وعادة لا يتعارض مع وظيفة البروتين. تعتبر العقديات مناسبة بشكل خاص لتحليل البروتينات الوظيفية، لأنه يمكن الإحتفاظ بإجراء التنقية في ظل الظروف الفسيولوجية. لا يسمح هذا فقط بعزل البروتينات الحساسة في حالتها الأصلية، ولكن من الممكن أيضًا تنقية مجمعات البروتين السليمة، حتى لو كانت وحدة فرعية واحدة فقط تحمل العلامة.
في الخطوة الأولى من دورة تنقية علامة بكتيريا، يطبق محلول الخلية الذي يحتوي على بروتين إندماج علامة بكتيريا على عمود مع ستريب تاكتين المعطلة (الخطوة 1). بعد أن يرتبط البروتين الموسوم على وجه التحديد بـستريب تاكتين، فإن خطوة غسل قصيرة مع المخزن الفسيولوجي (مثل محلول ملحي مخزّن بالفوسفات، بي بي أس) تزيل جميع البروتينات المضيفة الأخرى (الخطوة 2). هذا بسبب ميل ستريب تاكتين المنخفض لربط البروتينات بشكل غير محدد. بعد ذلك،  يستخلص بروتين إندماج العقديات المنقى بلطف بتركيز منخفض من ديثيوبيوتين، والذي يتنافس على وجه التحديد مع جيب ربط البيوتين (الخطوة 3). لتجديد العمود، يزال ديثيوبيوتين عن طريق تطبيق محلول يحتوي على أتش أي بي أي (صبغة آزو صفراء). يشار إلى إزالة ديثيوبيوتين من خلال تغيير اللون من الأصفر البرتقالي إلى الأحمر (الخطوة 4 + 5). أخيرًا، يغسل محلول أتش أي بي أي بكمية صغيرة من المخزن المؤقت الجاري، مما يجعل العمود جاهزًا للإستخدام في عملية التنقية التالية.

## تطبيقات العقديات
يوفر نظام العقديات أداة انتقائية لتنقية البروتينات في ظل الظروف الفسيولوجية. البروتينات التي يحصول عليها نشطة بيولوجيا وتظهر درجة نقاء عالية جدا (فوق 95%). أيضًا، يمكن استخدام نظام العقديات للكشف عن البروتين في فحوصات مختلفة. إعتمادًا على الظروف التجريبية، الأجسام المضادة العقديات أو ستريب تاكتين، مع علامة إنزيمية (مثل بيروكسيداز الفجل (أتش آر بي))، الفوسفاتيز القلوي (آي بي) أو مضان (مثل البروتين الفلوري الأخضر (جي اف بي)). إذا كانت النقاوة العالية مطلوبة، يمكن تنقية المحللة بإستخدام ستريب تاكتين أولاً ثم إجراء تشغيل ثان بإستخدام الأجسام المضادة ضد العقديات. هذا يقلل من التلوث ببروتينات مرتبطة غير محددة، والتي قد تحدث في بعض السيناريوهات النادرة.
يمكن إجراء الفحوصات التالية بإستخدام نظام الكشف عن علامات بكتيريا:
- تنقية التقارب في خطوة واحدة
- البروتين: دراسات تفاعل البروتين
- لطخة المستعمرة، لطخة نقطة، لطخة ويسترن وإليسا
- فحص إستنساخ التعبيرالإيجابي
- الكيمياء المناعية والكيمياء المناعية
- دراسات توطين البروتينات واستهدافها

نظرًا لأن العقديات قادرة على عزل مجمعات البروتين، يمكن أيضًا إجراء إستراتيجيات لدراسة تفاعلات البروتين والبروتين. خيار آخر هو تجميد بروتينات العقديات بجسم مضاد محدد عالي التقارب على الألواح الدقيقة أو الرقائق الحيوية.
يستخدم نظام العقديات/ستريب تاكتين أيضًا في الملاقط الضوئية أحادية الجزيء وتجارب مجهر القوة الذرية، مما يُظهر ثباتًا ميكانيكيًا عاليًا يمكن مقارنته بأقوى الروابط غير التساهمية المتاحة حاليًا.

## أنظر أيضًا
- علامة البروتين

## روابط خارجية
- علامة Strep

قالب:Protein tag